# Tapeni Letueti
Tapeni Letueti (25 februari 1985)  is een Tuvaluaans voetballer die uitkomt voor Nauti.
Tapeni deed in 2007 mee met het Tuvaluaans voetbalelftal op de Pacific Games 2007, waar hij maar een wedstrijd speelde.